# The Book of Taliesyn
Albums de Deep Purple
Shades of Deep Purple
(1968) Deep Purple
(1969)
Singles
1. Kentucky Woman
Sortie : décembre 1968
2. River Deep, Mountain High
Sortie : février 1969

The Book of Taliesyn est le deuxième album studio du groupe de hard rock britannique Deep Purple. Il sort en octobre 1968 aux États-Unis chez Tetragrammaton Records et en juin 1969 au Royaume-Uni chez Harvest Records et est produit par Derek Lawrence.

## Historique
L'album est enregistré entre août et octobre 1968 dans les studios De Lane Lea à Londres, et produit par le groupe et Derek Lawrence. Il suit le son pop/psychédélique de son prédécesseur Shades of Deep Purple, avec plusieurs titres plus « hard » qui annoncent le nouveau son introduit avec l'album In Rock en 1970. L'album comprend trois reprises : Kentucky Woman de Neil Diamond, We Can Work It Out des Beatles et River Deep, Mountain High popularisé par Ike and Tina Turner. Le groupe reprend très souvent Wring that Neck en concert dans des versions allongées : l'album live Scandinavian Nights en présente une version de plus de 30 minutes.
On notera en outre deux emprunts à la musique classique : l'un à la  Symphonie no 7 de Beethoven (Allegretto) , dans Exposition précédent la reprise de We Can Work It Out, et l'autre à Richard Strauss (Ainsi parlait Zarathoustra), dans l'introduction de River Deep, Mountain High.
Le nom de l'album fait référence au Livre de Taliesin, un manuscrit du XIVe siècle qui contient notamment plusieurs poèmes du barde gallois Taliesin. Sa pochette est dessinée par John Vernon Lord, sans lien de parenté avec l'organiste du groupe Jon Lord.
Fort du succès de Shades of Deep Purple, cet album se classe à la 54e place du Billboard 200 aux États-Unis et à la 48e place du Top 50 au Canada.

## Liste des titres

### Face 1
| No | Titre                           | Auteur                                                       | Durée |
| -- | ------------------------------- | ------------------------------------------------------------ | ----- |
| 1. | Listen, Learn, Read On          | Ritchie Blackmore, Rod Evans, Jon Lord, Ian Paice            | 4:05  |
| 2. | Wring That Neck                 | Blackmore, Lord, Paice, Nick Simper                          | 5:13  |
| 3. | Kentucky Woman                  | Neil Diamond                                                 | 4:44  |
| 4. | Exposition / We Can Work It Out | Blackmore, Lord, Paice, Simper / John Lennon, Paul McCartney | 7:07  |

### Face 2
| No | Titre                     | Auteur                                    | Durée |
| -- | ------------------------- | ----------------------------------------- | ----- |
| 5. | Shield                    | Blackmore, Evans, Lord                    | 6:06  |
| 6. | Anthem                    | Evans, Lord                               | 6:31  |
| 7. | River Deep, Mountain High | Jeff Barry, Ellie Greenwich, Phil Spector | 10:12 |

### Titres bonus

#### Deep Purple Remastered Collection 2000
| No  | Titre                                                                       | Auteur                         | Durée |
| --- | --------------------------------------------------------------------------- | ------------------------------ | ----- |
| 8.  | Oh No No no (Studio outtake)                                                | Mike Leander, Leon Russell     | 4:25  |
| 9.  | It's All Over (Enregistré durant l'émission Top Gear le 16 janvier 1969.)   | Ben E. King, Bert Berns        | 4:14  |
| 10. | Hey Bop a Re Bop (Enregistré durant l'émission Top Gear le 16 janvier 1969) | Blackmore, Evans, Lord, Paice  | 3:31  |
| 11. | Wring That Neck (Enregistré durant l'émission Top Gear le 16 janvier 1969)  | Blackmore, Lord, Paice, Simper | 4:42  |
| 12. | Playground (Remixed studio outtake)                                         | Blackmore, Lord, Paice, Simper | 4:29  |

## Musiciens
- Ritchie Blackmore : guitares
- Rod Evans : chant
- Jon Lord : orgue, claviers, chœurs, arrangement des cordes sur Anthem
- Ian Paice : batterie
- Nick Simper : basse, chœurs

## Charts

### Charts album
| Pays       | Durée du classement | Meilleur classement |
| ---------- | ------------------- | ------------------- |
| Canada     | 4 semaines          | 48e                 |
| États-Unis | 14 semaines         | 54e                 |

### Charts singles
| Date | Single                    | Chart           | durée du classement | Position |
| ---- | ------------------------- | --------------- | ------------------- | -------- |
| 1968 | Kentucky Woman            | Hot 100         | 8 semaines          | 38e      |
| 1968 | Kentucky Woman            | RPM Top Singles | 6 semaines          | 21e      |
| 1969 | River Deep, Mountain High | Hot 100         | 5 semaines          | 53e      |
| 1969 | River Deep, Mountain High | RPM Top Singles | 5 semaines          | 42e      |